# Robert Murphy
Pour les articles homonymes, voir Murphy.
Robert Daniel Murphy est un diplomate américain, né le 28 octobre 1894 à Milwaukee et mort le 9 janvier 1978 à Washington.

## Biographie
Murphy commence sa carrière fédérale au Service postal des États-Unis en 1916. Durant la Première Guerre mondiale, il interrompt ses études de droit mais ne peut servir dans l'armée en raison d'une ancienne blessure. Il commence sa carrière diplomatique en 1917 en tant que commis au chiffrement à la légation américaine de Berne. Après la fin du conflit, il obtient son diplôme à l'université George Washington et est admis au barreau du district de Columbia. Il suit des cours pour entrer au service diplomatique et est nommé vice-consul à Zurich, puis à Munich entre 1921 et 1925. Il devient consul à Paris de 1930 à 1936, puis chargé d'affaires sous les ordres de l'ambassadeur William C. Bullitt, dont il assure l'intérim auprès du gouvernement de Vichy jusqu'à la nomination de l’amiral William Leahy.
En septembre 1940, le président Roosevelt le nomme à Alger en tant que représentant personnel (« personal representative »). Il négocie l'accord Murphy-Weygand, qui permet aux États-Unis d'implanter leurs intérêts économiques en Afrique française du Nord et d'y exporter biens et marchandises, souvent réexportés ensuite vers la France non occupée malgré le blocus britannique contre Vichy. 
En Algérie française, Murphy noue des relations amicales avec les milieux français influents, notamment avec les membres du comité directeur de la Résistance en Afrique du Nord : Jacques Tarbé de Saint-Hardouin, conseiller d'ambassade et proche collaborateur du général Weygand, Jacques Lemaigre-Dubreuil, PDG de l'entreprise Lesieur et président de la Fédération nationale des contribuables, Jean Rigault, son associé, Henri d'Astier de la Vigerie, leader de la Résistance en Afrique du Nord, et le lieutenant-colonel Alphonse Van Hecke, commissaire général des Chantiers de la jeunesse. Ces cinq hommes, qui projettent de préparer un débarquement allié en Afrique du Nord, engagent des discussions avec Murphy qui use de la valise diplomatique pour communiquer avec  Washington. Murphy et le général américain Mark Wayne Clark souhaitaient la coopération du général Giraud lors de l'attaque, après lui avoir promis de le placer à la tête de toutes les forces françaises en Afrique du Nord. Las, Giraud croyait à tort qu'il assumerait ensuite le commandement de toutes les forces alliées en Afrique du Nord. Finalement, Murphy et Clark convainquent conjointement les Français d'Afrique du Nord d'accepter l'amiral François Darlan, alors commandant de toutes les forces militaires françaises fidèles au régime de Vichy et par coïncidence à Alger, en tant que plus haute autorité en Afrique française du Nord, et |Giraud en tant que commandant de toutes les militaires françaises en Afrique du Nord[réf. souhaitée]
L'assassinat de l'encombrant Darlan fin décembre 1942 et son remplacement immédiat par Giraud provoquent un grand soulagement chez les Anglo-Américains. Le président Roosevelt nomme Murphy conseiller politique auprès du général Eisenhower. En 1943, le souci de garder les Français unis et alignés avec les Alliés met à rude épreuve les compétences diplomatiques de Murphy[réf. nécessaire], mais il gagne un puissant allié en l'homme politique britannique (et futur premier ministre) Harold Macmillan, également en poste à Alger en janvier 1943. Les deux diplomates collaborent aimablement pour assurer le bon déroulement de la conférence de Casablanca en janvier 1943, puis l'union entre le général Giraud et la France libre du général de Gaulle. L'intransigeance de de Gaulle exaspère puis finit par épuiser Murphy, si bien que lorsqu'Eisenhower a besoin d'un civil du Département d'État pour assumer un rôle similaire en Italie en 1943, Murphy accepte avec empressement, satisfait de laisser Alger derrière lui[réf. nécessaire].
Après la guerre, il est conseiller politique auprès de l'Office of Military Government, United States (en) (OMGUS) en Allemagne.[réf. souhaitée] Il est témoin des tortures que les officiers du service de renseignement américain infligent aux nazis pour leur faire avouer leurs crimes.
Liste des postes diplomatiques de Murphy
- 1949 : ambassadeur extraordinaire et plénipotentiaire, Belgique
- 1952 : ambassadeur extraordinaire et plénipotentiaire, Japon
- 1953 : Assistant Secretary for United Nations Affairs
- 1953 : Deputy Under Secretary for Political Affairs (Assistant Secretary)
- 1955 : Deputy Under Secretary for Political Affairs
- 1956 : ambassadeur
- 1958 : représentant personnel du président Eisenhower lors de l'affaire de Sakiet Sidi Youssef et durant la crise libanaise de 1958.
- 1959 : sous-secrétaire aux affaires politiques

Après s'être retiré du Département d'État en décembre 1959, Murphy devint conseiller des présidents Kennedy, Johnson et Nixon.
Il a été membre du comité directeur du groupe Bilderberg.

## Distinctions
En 2006, Murphy a été représenté sur un timbre des États-Unis parmi une planche représentant six diplomates éminents.